# Контрола рађања
Контрола рађања (контрола зачећа, контрацепција, контрола плодности) јесте метода или средство за спречавање нежељене трудноће. У контролу зачећа спада; планирање породице, сигуран полни однос и набавка и употреба средстава за спречавање зачећа. Део средстава за контролу зачећа, као што мушких кондоми или женске мембране, могу да истовремено помогну и спречавању полно преносивих инфекција (полних болести). Контрола зачећа, као начин заштите од нежељене трудноће користе се још од античког доба, али ефикасне и сигурне методе контроле зачеча, постале су масовно доступне тек у другој половини 20. веку. У неким културама свесно се ограничава контрола зачећа и проглашава морално и политички непожељном.
Најефикасније методе контроле зачећа су стерилизација применом вазектомије — подвезивање сперматичних путева код мушкараца и јајовода код жена, интраутерине спирале (IUD) и уградиви контрацептиви имплантати. Поред овогих метода, које се ређе користе у масовнијој употреби су; велики број хормоналних контрацептива укључујући пилуле, контрацептивни фластере, вагиналне прстенове, и инјекциони контрацептиве. У мање ефикасне методе контрацепције спадају контрацептивне препреке као што су; кондоми, дијафрагме и контрацептивни сунђер и метода плодних дана. Најмање ефикасне методе су спермициди и метода прекидања сношаја, пре ејакулације сперме из мушког полног органа. Стерилизација, иако је ефикасна, није реверзибилна, за разлику од осталих метода, које готово одмах по њиховом престанку примене омогућавају зачеће. Хитном контролом зачећа може се спречити трудноћа у року од неколико дана од незаштићеног секса.
Један део парова сматра сексуалну апстиненцију за један од начина успешне контроле зачећа, али може негативно утицати на психичко стање апстинената, а често може и да доведе до повећања броја трудноће код тинејџерки ако не постоји едукација о контрацепцији, по престанку целибата.
Како се код младих тинејџерки, постоји већа вероватноћа да се трудноћа „лоше заврши“, свеобухватно сексуално васпитање у школама треба кроз наставу да тинејџерке упозна са приступом контроли зачећа, што смањују стопу нежељених трудноћа у овој старосној групи. Иако млади људи могу користити све видове контроле зачећа, реверзибилна контрола зачећа дугорочним методама, као што су импланти, интраутерине направе или вагинални прстенови, представља најсигурније начин за смањење стопе настанка тинејџерских трудноћа.
По порођају, жена која не доји дете, може поново остати у другом стању после само четири до шест недеља. Неке методе контроле зачећа породиља могу да се примењују одмах по порођају, док друге захтевају паузу од најмање шест месеци. Код дојиља је кориснија примена синтетичких прогестерона, него комбинованих контрацептивних пилула.
Код жена у менопаузи препоручује се наставак контрола зачећа још годину дана после последње менструације.

## Историјат
Египатски Еберс Папирус из 1550. п. н. е. и Кахун Папирус из 1850. п. н. е. садрже неке од најранијих документованих описа контроле зачећа, коришћење меда, листова багрема и неупреденог памучног влакна који би се стављао у вагину ради блокирања сперме. Древни египатски цртежи такође показују и коришћење кондома. У Књизи постања помиње се извлачење мушког полног органа или прекид сношаја, као метод контроле зачећа када Онан „просипа своје семе“ (ејакулира) на тло како не зачео дете са супругом свог преминулог брата Тамар. Веровање је да се у античкој Грчкој силфиум користио ради контроле зачећа, и због своје ефикасности, а самим тим и због велике потражње, био брањем искорењен. У средњевековној Европи, сваки покушај да се заустави трудноћа сматрао се неморалним од стране католичке цркве. Веровање је да су жене тог времена ипак користиле велики број мера за контролу рађања, као што су прекид сношаја и увлачење корена љиљана и рутвице у вагину (а, уз то, и чедоморство после порођаја).Казанова (1725—1798), је током италијанске ренесансе описао коришћење јагњеће коже као покривача за спречавање трудноће; међутим, општа употреба кондома се није појавила све до 20. века. 1909. године, Ричард Рихтер је изумео прву интраутерину направу направљену од утробе свилене бубе, коју је касније усавршио и продавао у Немачкој Ернст Грефенберг током касних 1920-их. У 1916. године, Маргарет Сангер је отворила прву клинику за контролу зачећа у САД, због чега је била ухапшена. Уследило је отварање прве клинике у Уједињеном Краљевству 1921. године од стране Мери Стоупс. Грегори Пинкус и Џон Рок , уз помоћ Америчке федерације за планирање родитељства, су усавршили прве контрацептивне пилуле 1950-их које су постале јавно доступне 1960-их. Медицински абортус је постао алтернатива хируршком абортусу доступношћу аналога простагландина током 1970-их и доступношћу мифпристона током 1980-их.

## Значај контроле зачећа
Око 222 милиона жена у земљама у развоју, које желе да избегну трудноћу, не користе модерне методе контроле зачећа. Контрола зачећа која се захваљујући СЗО све више примењује у земљама у развоју смањила је смртност породиља за 40% (око 270.000 спречених смртних случајева у 2008. години) а да је било више средстава могла би да спречи 70% да су били задовољени сви захтеви за контролу зачећа.
Ако би се време између две трудноће продужило, ефикасном контролом зачећа, само по том основу, значајно би био побољшан квалитет здравља жена, самих порођаја и преживљавање новорођенчади.
Контрола зачећа је посебно значајна у земљама у развоју, јер се са бољим приступом контроли зачећа, побољшава: здравље жене, зарада жене и зарадом стекнута имовина, сопствено школовање и образовање сопствене деце. Контрола зачећа увећава и привредни раст у земљама са бољом контролом зачећа зато што је, са мањим броју малолетне деце, жена више радно ангажована и мања је потрошња породичног буџета.

### Здравствени значај
Процењује се да је коришћење контрацептивних средстава у земљама у развоју смањило смртност породиља до 40% (око 270.000 спречених смртних исхода у 2008. години) a могло би се спречити и 70% смртности породиља када би се потпуно задовољила потражња за контрацептивним средствима. Ово се постиже смањењем броја непланираних трудноћа које се следствено завршавају ризичним абортусима и спречавањем високо ризичних трудноћа са високим ризиком.
Контролом зачећа повећава се стопа преживљавања код деце у земљама у развоју, тако што се продужава време између трудноћа. У овој популацији исходи су гори када мајка затрудни у року од 18 месеци од претходног порођаја. Одлагање наредне трудноће после побачаја изгледа да не мења ризик и женама се саветује да покушају да остану у другом стању кад год буду на то спремне.
Тинејџерске трудноће, посебно код млађих тинејџерки, су високог ризика од нежељених исхода, нарочито од раног порођаја, рађања недоношчади и мртворођених беба. У САД 82% трудноћа код девојака између 15 и 19 година су непланиране. Обимно сексуално образовање и несметан приступ контрацептивним средствима повољно утичу на смањењу стопе затрудњивања у овој узрасној групи.

### Финансијских значај
| 7–8 деце 6–7 деце 5–6 деце n 4–5 деце n | 3–4 деце 2–3 деце 1–2 деце 0–1 деце |

У земљама у развоју, контрола зачећа увећава економски раст захваљујући томе што ту има мање зависне деце па тако више жена може бити радно способно. Зараде жена, имовина, индекс телесне масе и школовање њихове деце и њихов индекс телесне масе, све се то побољшава са већим приступом контроли зачећа. Планирање породице путем коришћења модерне контроле рађања представља једну од најисплативијих интервенција у здравству. Уједињене нације процењују да се са сваким утрошеним доларом, уштеди два до шест долара. Ова уштеда се везује за превенцију непланираних трудноћа и за смањење ширења сексуално преносивих болести. Иако су све методе исплативе финансијски, ипак највеће уштеде се остварују применом бакарних интраутериних направа.
Укупни медицински трошкови за трудноћу, порођај и бригу око новорођенчета у САД у 2012. години у просеку износе 21.000 долара за вагинални порођај и 31.000 долара за царски рез. У већини других држава трошкови су више него упола мањи. За дете рођено у 2011. години, просечна породица у САД потрошиће 235.000 долара за његово 17-годишње подизање.

## Однос друштва и религије према контроли зачећа

### Законске регулативе
Споразуми о људским правима захтевају од већине влада да обезбеде планирање породице и информације и услуге у вези са контрацепцијом. Оне укључују захтеве за креирање националног плана за пружање услуга за планирање породице, укидање закона који ограничавају приступ планирању породице, обезбеђење да је на располагању широк спектар разноврсних сигурних и ефикасних метода контроле зачећа, укључујући и ургентну методу контроле зачећа, обезбеђење постојања обученог кадра и одговарајуће опреме у здравству, која треба да је по прихватљивим ценама, и креирање процеса ревидирања имплементираних програма. Ако владе не ураде оно што је напред наведено, оне могу тиме прекршити обавезе из међународног уговора.
Уједињене нације су покренуле акцију под називом “Свака жена, свако дете да би процениле напредак у правцу задовољавања контрацептивних потреба жена.  Ова иницијатива је поставила циљ да повећа број корисника модерних метода контрацепције на 120 милиона жена у 69 најсиромашнијих земаља света до 2020. године. Поред тога, они желе да искорене дискриминацију према девојкама и младим женама које траже контрацептивна средства.

### Став религија према контроли зачећа
Религијски погледи на етику контроле зачећа широко варирају:
- Католичка црква званично прихвата само природно планирање породице у неким случајевима,[39] иако велики број католика у развијеним земљама прихвата и примењује модерне методе контроле зачећа.[40][41][42] Међу протестантима постоји велика разноликост погледа, од неподржавања ничега до оних који дозвољавају све методе контроле рађања.[43]
- Погледи у јудаизму крећу се од ставова оних строжих ортодоксних секти, па до опуштеније реформске секте.[44]
- хиндуси дозвољавају коришћење, како природних, тако и вештачких контрацептива.[45]
- Заједничко будистичко гледиште је да је превентивна контрацепција прихватљива, док интервенција после зачећа није.[46]
- У исламу, контрацептиви су дозвољени ако не шкоде здрављу, иако од њихове употребе неки исламисти одвраћају жене.[47] Куран не садржи ништа експлицитно о моралности контрацепције али садржи изјаве које подстичу рађање деце. Такође је саопштено да је пророк Мухамед рекао „жените се и умножавајте се“.[48]

## Епидемиологија
| 6% 12% 18% 24% 30% 36% | 42% 48% 54% 60% 66% 72% | 78% 84% 86% Нема података |

Посматрано глобално, од 2009. године, близу 60% оних који су у браку и способних да добију потомство примењује контролу зачећа. Колико се често различите методе користе, јако се разликује од земље до земље. Најчешће примењивана метода у развијеним земљама је кондом и орални контрацептиви, у Африци орални контрацептиви, а у Латинској Америци и Азији стерилизација. У земљама у развоју, свеобухватно, 35% контроле зачећа је путем женске стерилизације, 30% путем интраутериних средстава, 12% путем оралних контрацептива, 11% путем кондома, а 4% путем мушке стерилизације.
Иако мање коришћене у развијеном свету него у земљама у развоју, број жена које су користиле интраутерине направе од 2007. години био је преко 180 милиона. Избегавање секса у плодним данима користи око 3,6% жена способних за рађање, са износом и до 20% у областима Јужне Америке. Од 2005. године, 12% парова користи мушки облик контрацепције (било кондоме, било вазектомију) са вишом стопом у развијеним земљама. Примена мушких облика контроле зачећа се смањила између 1985. до 2009. године. Употреба контрацептива међу женама у подсахарској Африци порасла је са око 5% у 1991. години на око 30% у 2006. години.
Од 2012. године, 57% жена способних да рађају желело је да избегне трудноћу (867 од 1520 милиона). Око 222 милиона жена, међутим, нису биле у могућности да дођу до контроле зачећа. 53 милиона од којих су из подсахарске Африке, а 97 милиона из Азије. Ово доводи до 54 милиона непланираних трудноћа и близу 80.000 смрти породиља годишње. Делимичан разлог што су многе жене без контроле зачећа је тај што многе земље ограничавају приступ контроли зачећа из религијских или политичких разлога, док је други разлог сиромаштво. Услед рестриктивних закона о абортусу у подсахарској Африци, многе жене се обраћају нелегалним вршиоцима абортуса у вези са нежељеним трудноћама, што резултује да има 2-4% ризичних абортуса сваке године.

## Методе контроле зачећа
| Метода                                 | Уобичајено коришћење | Савршено коришћење |
| -------------------------------------- | -------------------- | ------------------ |
| Без контроле рађања                    | 85%                  | 85%                |
| Комбинована пилула                     | 8%                   | 0,3%               |
| Пилула само синтетског прогестерона 3% | 1,1%                 |                    |
| Стерилизација (код жена)               | 0,5%                 | 0,5%               |
| Стерилизација (код мушкараца)          | 0,15%                | 0,10%              |
| Кондом (код жена)                      | 21%                  | 5%                 |
| Кондом (код мушкараца)                 | 18%                  | 2%                 |
| Бакарна интраутерина направа           | 0,8%                 | 0,6%               |
| 0,2%                                   | 0,2%                 |                    |
| Фластер                                | 8%                   | 0,3%               |
| Вагинални прстен                       | 9%                   | 0,3%               |
| Депо Провера                           | 3-6%                 | 0,2%               |
| Имплант                                | 0,05%                | 0,05%              |
| Дијафрагма и спермицид                 | 12%                  | 6%                 |
| Прекид односа                          | 27%                  | 4%                 |
| Стандардни метод плодних дана          | ~12-25%              | ~1-9%              |
| Метод- аменореа у лактацији            | 0-7.5%               | <2%                |

У методе контроле рађања спадају методе препреке, хормонална контрола зачећа, интраутерине направе (интраутерине направе), стерилизација и бихевиоралне методе. Оне се користе пре или у току полног односа док је хитна контрола зачећа ефикасна само у року од неколико дана од полног односа. Ефикасност се углавном изражава у проценту броја жена које затрудне током прве године коришћења дате методе, а понекад у виду животне стопе нуспеха код метода високе ефикасности као што је подвезивање јајовода.
Најефикасније методе су оне са дуготрајним дејством, које не захтевају непрекидне посете лекару. Хируршка стерилизација, хормонски импланти и интраутерини улошци, током прве године примене имају стопе неуспеха мање од 1%. Уколико се стриктно примењују, код хормонских контрацептивних пилула, фластера или прстенова, као и код методе лактационе аменореје (ЛАМ), стопе неуспеха током прве године (или код ЛАМ-а током првих 6 месеци) такође могу бити мање од 1%. Код типичне примене, стопе неуспеха током прве године су знатно веће, у интервалу од 3-9%, као последица неправилне примене. Остале методе, попут плодних и неплодних дана, кондома, дијафрагме и спермицида, имају веће стопе неуспеха у првој години чак и онда када се користе беспрекорно.
Мада све методе контроле зачећа имају неке потенцијалне нежељене ефекте, њихов ризик је мањи него у случају трудноће. По престанку примене или уклањању, многе методе контроле зачећа, укључујући оралне контрацептиве, интраутерине улошке, импланте и инјекције, стопа трудноће током следеће године иста је као код оних који нису користили контролу зачећа.
Код особа које имају неке специфичне здравствене проблеме, при примени одређених форми контроле зачећа потребна су даља испитивања. Код жена које су иначе здраве, многе методе контроле зачећа не би требало да изискују лекарски преглед, укључујући пилуле за контролу зачећа, инјекциону или имплантациону контролу зачећа, као и кондоме. Нарочито, када су у питању карлични преглед, преглед дојки или анализа крви пре почетка коришћења пилула за контролу зачећа, изгледа да немају утицаја на резултате, па стога они нису потребни. Светска здравствена организација је 2009. године објавила детаљну листу критеријума медицинске квалификације за сваки тип контроле зачећа.

### Хормонска
Хормонски контрацептиви делују тако што инхибирају овулацију и оплођење. Ако се узимају током трудноће, оне нити повећавају ризик од побачаја нити узрокују дефекте при рођењу.
Комбиновани хормонски контрацептиви су повезани са незнатно повећаним ризиком од појаве венских и артеријских крвних угрушака ; међутим, ризик је мањи од оног повезаног са трудноћом. Због постојања овог ризика, они се не препоручују женама старијим од 35 година које су пушачи. Њихов утицај на сексуалну жељу варира, при чему се повећава или смањује код неких особа, али код већине нема никаквог утицаја. Комбиновани орални контрацептиви смањују ризик од рака јајника и рака ендометријума, а не мењају ризик од рака дојке. Они често смањују менструално крварење и болне менструалне грчеве. Мање дозе естрогена којих има у вагиналном прстену могу да редукују ризик од осетљивости дојки, мучнине, као и главобољу повезану са производима који садрже веће дозе естрогена.
Пилуле само са прогестином, инјекције и интраутерини улошци нису повезани са повећаним ризиком од појаве крвних угрушака и могу их користити жене које су раније имале крвне угрушке у венама. Код оних са историјом крвних угрушака у артеријама, требало би да се користе нехормонски начин контроле зачећа или метода само са прогестином, поред верзије са инјекцијама. Пилуле само са прогестином могу да доведу до побољшања менструалних симптома, а могу их користити и жене које доје пошто не утичу на продукцију млека. Код метода само са прогестином може доћи до нередовног крварења, при чему су неке кориснице пријавиле и изостанак менструације. Прогестини, дроспиренон и десогестрел смањују на најмању меру андрогенска нежељена дејства, али повећавају ризик од појаве крвних угрушака, па из тог разлога нису прва линија. Постоје неслагања око типичне стопе неуспеха у првој години код примене инјекционог прогестина, Депо-Провера, при чему се бројке крећу у распону од мање од 1% до више од 6%.

### Баријера
Баријерни контрацептиви су направе којима се покушава спречити трудноћа на тај начин што физички спречавају да сперма уђе у материцу. Овде спадају мушки кондоми, женски кондоми, цервикалне капе, дијафрагме и контрацептивни сунђери са спермицидом.
Глобално, кондоми су најуобичајенија метода контроле зачећа. Мушки кондоми се стављају на мушки пенис у ерекцији и физички блокирају ејакулирану сперму да уђе у тело сексуалног партнера. Модерни кондоми су најчешће направљени од латекса, али има и оних направљених од других материјала као што су полиуретан или јагњећа црева. Женски кондоми су такође доступни, а најчешће су израђени од нитрила, латекса или полиуретана. Предност мушких кондома је у томе што нису скупи, једноставни су за употребу и немају много нежељених дејстава. У Јапану око 80% парова који користе контролу зачећа користи кондоме, док у Немачкој овај број износи око 25%, а у Сједињеним Државама је 18%.
Мушки кондоми и дијафрагма са спермицидом имају сличне стопе неуспеха при типичној употреби током прве године, које износе редом 15% и 16%. Код беспрекорне употребе ефикаснији су кондоми, са стопом неуспеха у првој години од 2% према стопи неуспеха у првој години од 6% код дијафрагме. Кондоми имају и додатну предност у томе што помажу да се спречи ширење неких сексуално преносивих инфекција као што је ХИВ/СИДА.
Контрацептивни сунђери су комбинација препреке и спермицида. Као и дијафрагме, они се убацују вагинално пре сексуалног односа и морају се поставити преко цервикса да би били ефикасни. Типичне стопе неуспеха током прве године зависе од тога да ли је или не жена претходно рађала, при чему износе 24% код жена које су рађале, а 12% код оних које нису. Сунђер се може убацити до 24 часа пре сексуалног односа и мора се оставити на месту још најмање шест сати након односа. Има извештаја о алергијским реакцијама и тежим нежељеним дејствима, као што је синдром токсичног шока.

### Интраутерини улошци
Актуелни интраутерини улошци су обично мале направе у облику слова ,'T', које садрже бакар или левоноргестрел, а убацују се у материцу. Њима се првенствено делује на спречавање овулације и плодности, але такође имплантацију ембриона .3.	
Они представљају вид дугорочне реверзибилне контроле зачећа. Стопе неуспеха у првој години код примене интраутериних направа са бакром износе око 0,8%, док је код интраутериних направа са левоноргестрелом стопа неуспеха 0,2% у првој години. Међу различитим врстама контроле зачећа, заједно са имплантима за контролу зачећа, њихова примена доводи до највеће сатисфакције међу корисницима.
Постоје докази који подржавају ефикасност и сигурност примене код адолесцената и оних који нису имали деце. Примена интраутериних направа не утиче на дојење и могу се убацити непосредно након порођаја. Такође, могу се користити непосредно након абортуса. Чим се уклоне, чак и после дугорочне употребе, плодност се одмах враћа у нормалу. Док код примене интраутериних направа од бакра може да дође до повећања менструалног крварења и појаве болнијих грчева, примена хормонских интраутериних направа може да смањи менструално крварење или потпуно заустави менструацију. Остале могуће компликације укључују избацивање (2—5%), а у ређем броју случајева долази до перфорације материце (мање од 0,7%). Појава грчева се може лечити применом НСАИЛ-а.
До 2007. године, примена интраутериних направа је најраспрострањенији облик употребе реверзибилне контроле зачећа, са више од 180 милиона корисница широм света. Претходни модел интраутериног улошка (Далкон штит) је био повезан са повећаним ризиком од пелвичне инфламаторне болести; међутим, код актуелних модела нема утицаја на ризик код особа које немају сексуално преносиве инфекције у време убацивања.

### Стерилизација
Хируршка стерилизација може да се обавља путем подвезивања јајовода код жена и путем вазектомије код мушкараца. Овде не постоје неки значајни дуготрајни споредни ефекти, а подвезивање јајовода смањује ризик од настанка рака јајника. Могућност настанка краткотрајних компликација је 20 пута мања код вазектомије него код подвезивања јајника. После вазектомије може доћи до отицања мошница као и до болова у њима, што обично пролази после недељу до две дана. Што се подвезивања јајника тиче, компликације настају у 1 до 2 процента случајева а озбиљне компликације настају углавном као последица анестезије. Ни једна метода не пружа заштиту од сексуално преносивих инфекција.
Неке жене се покају због тога што су пристале на стерилизацију: око 5% старијих од 30 , а око 20% млађих од 30 година. Мушкарци се ређе кају што су пристали на стерилизацију мање од (<5%) и то они млађи, који имају младу децу или их уопште немају, и нестабилан брак који повећава ризик. У једној анкети која је спроведена међу популацијом која има децу, њих 9% је изјавило да, кад би поново били у прилици да добију дете, они се не би на то одлучили.
Иако се стерилизација сматра неповратним процесом, могуће је покушати одвезивање јајовода како би се јајоводи поново учинили проходним или обрнута вазектомија како би се сада семеноводи код мушкараца учинили проходним. Кад су у питању жене, њихова жеља за одвезивањем јајовода често је повезана са променом брачног друга. Стопа успешног затрудњивања после одвезивања јајника креће се између 31 и 88%, уз компликације у које спада и ризик од настанка ванматеричне трудноће. Број мушкараца који траже обрнуту вазектомију је између 2 и 6%. Стопе успешног добијања другог детета после обрнуте вазектомије крећу се између 38 и 84%; успешност је мања што је временски период од вазектомије до обрнуте вазектомије дужи.

### Понашање
У методе које се односе на понашање партнера спадају подешавање тајминга или метода полног односа при којем се спречава уношење сперме у репродуктивни тракт жене, без обзира да ли је дошло до овулације или није. Ако се ова метода прецизно примењује, у првој години њеног коришћења може доћи до грешке у око 3,4% случајева, међутим, ако се не примењује савесно, онда овај проценат може нарасти чак до 85%.

#### Плодни и неплодни дани
Методе плодних и неплодних дана подразумевају одређивање најплоднијих дана менструалног циклуса у циљу избегавања незаштићеног односа. Технике одређивања плодних дана укључују мерење базалне телесне температуре, праћење секреције из грлића материце, или бројање дана у циклусу. У првој години оне имају типичну грешку између 12% и 25%; проценат грешке код беспрекорног коришћења зависи од система који се примењује и типично се креће између 1 и 9%. Међутим, докази на којима се ове процене заснивају су слаби будући да већина парова у испитивању рано престаје са њиховом применом. Глобално, њих примењује 3,6% парова.
Ако се заснива и на мерењу базалне температуре тела и на још неком примарном знаку, онда се метода сматра симптотермалном. Саопштено је да се стопа нежељених трудноћа креће између 1% и 20% код парова који примењују симптотермалну методу.

#### Метода повлачења
Метода повлачења (такође познат под називом coitus interruptus), јесте поступак којим се прекида сексуални чин „извлачењем“ пениса пре ејакулације. Главни ризик методе повлачења јесте у томе што овај поступак мушкарац не може увек да обави на прави начин или у право време. Ако се ова метода примењује на савршен начин, у првој години могућност настанка грешке је око 4%, до 27% при њеној уобичајеној примени. Неки медицински стручњаци овакав поступак не сматрају контрацептивном методом.
Постоји мало доказа везано за садржај сперме у преејакулаторној течности. И, док у неким пробним истраживањима, сперма није нађена, у једном експерименту она је пронађена код 10 од 27 прегледаних волонтера. Методу прекида односа као контролу рађања користи око 3% парова.

#### Апстиненција
Иако неке групе заступају потпуну сексуалну апстиненцију, под којом подразумевају избегавање сексуалне активности, у контексту контроле рађања, овај појам подразумева уздржавање од вагиналног односа.
Едукација о само сексуалној апстиненцији не умањује проценат тинејџерских трудноћа. Стопе тинејџерске трудноће су више код ученика едукованих о апстиненцији као једином сигурном средству заштите од затрудњивања, него код оних који су едуковани свеобухватним сексуалним образовањем. Неки званичници, онима који примењују апстиненцију као примарни метод, препоручују коришћење резервних расположивих метода као што су кондоми или ургентне контрацептивне пилуле. Секс без пенетрације без вагиналног секса и орални секс без вагиналног секса такође се понекад сматрају методама контроле зачећа. И поред тога што се њима углавном избегава трудноћа, до трудноће ипак може доћи ако се ради о интеркруралном сексу и другим облицима секса у којима се пенис налази у близини вагине (трљање гениталија и извлачење пениса после аналног сношаја) када сперма може да се нађе у близини улаза у вагину и тако се помеша са вагиналним лубрикантним течностима.

#### Лактација
Метод лактационе аменореје подразумева примену природне женске постпорођајне неплодности до које долази после порођаја и може да се продужи дојењем. Овде је обично потребан изостанак менструације, искључиво дојење бебе и дете млађе од 6 месеци. Светска здравствена организација стоји на становишту да, ако је дојење једини извор хране за бебу, онда, у првих шест месеци после порођаја, може доћи до затрудњивања у 2% случајева Истраживања су показала да је стопа грешке била од 0% до 7,5%. Стопе се увећавају на 4-7% прве године и на 13% у другој години. Формула храњења, измузавањем уместо дојења, коришћењем флашице и давањем чврсте хране повећава стопу грешке. Код оних које искључиво доје, њих око 10% добију менструацију пре истека трећег месеца, а 20% пре истека шестог месеца. Код оних које не доје, плодност се може вратити четири недеље после порођаја.

### Хитност
Методе ургентне контроле зачећа су лекови (пилуле за „јутро после“) или направа које се користе после незаштићеног сексуалног односа са надом да ће се спречити трудноћа. Њима се првенствено делује на спречавање овулације и плодности, але такође имплантацију ембриона .
 Постоји велики број различитих опција, у које укључујући јака доза контрацептивних пилула, левоноргестрел, мифепристон, улипристал и интраутерина средства. Левоноргестрел пилуле смањују могућност трудноће за 70% (стопа трудноће 2,2%) ако се користе у року од 3 дана после незаштићеног односа или коришћења неисправног кондома. Улипристал смањује могућност трудноће за око 85% (стопа трудноће 1,4%) до 5 дана и може бити нешто ефикаснији од левеноргестрела. Мифепристон је такође ефикаснији од левоноргестрела док су бакарне интраутерине направе најефикаснија метода. Интраутерине направе могу да се увуку у року од 5 дана после односа и да спрече 99% трудноћа (стопа трудноће је од 0.1 до 0,2%). Ово их чини најефикаснијим обликом контроле зачећа у ургентној контрацепцији.
Ако се пилуле за „јутро после“ женама дају унапред, то не утиче на стопу настанка сексуално преносивих инфекција, коришћења кондома, стопу трудноће нити на спречавање зачећа при ризичном сексуалном понашању. Све методе имају минималне споредне ефекте.

### Двострука заштита
Двострука заштита је примена метода које штите и од сексуално преносивих инфекција и од трудноће. Може се користити било само кондом, било заједно са неком другом методом контроле зачећа или избегавањем пенетрантног секса. Ако је трудноћа главна брига, разумно је коришћење две методе у исто време, препоручују се два облика контроле зачећа онима који користе лекове против акни као што је изотретиноин, због постојања високог ризика од дефекта код новорођенчади ако се узима у току трудноће.
- Одмотани мушки латекс кондом
- Полиуретански женски кондом
- дијафрагма, вагинално-цервикална баријера у паковању саКованицом од 25 центи (Кованица САД) кованица САД од четврт долара
- A контрацептивни сунђер смештен у свом отвореном паковању
- Три врсте пилула за контролу зачећа у паковању са календаром
- Трансдермални контрацептивни фластер
- A Нува Ринг вагинални прстен
- Хормонална интраутерина направа (ИУН) са позадином на којој је приказан њен положај у материци
- Подељена доза од две пилуле за ургентну контрацепцију (већина пилула за „јутро после“ сада захтева само једну)
- A Циклусне перле, користе се за рачунање плодних дана на основу дана после менструације

### Супротстављени ставови
Постоји велики број општих погрешних схватања када је у питању секс и трудноћа. туширање после сексуалног односа није ефикасан облик контроле зачећа. Поред тога, оно је повезано са великим бројем здравствених проблема и зато се не препоручује. Жене могу затруднети и током првог сексуалног односа и у било којем сексуалном положају. Могуће је, иако са врло малим изгледима, да жена затрудни и у току менструације.

## Истраживање

### Женски пол
Потребна су побољшања када су у питању постојеће методе контроле зачећа, пошто око половине жена које непланирано остану у другом стању користе контрацептивна средстава у то време. Проучаван је велики број измена постојећих контрацептивних метода, укључујући побољшани женски кондом, побољшану дијафрагму, фластер који садржи само прогестин и вагинални прстен са прогестероном са дугим дејством. Овај вагинални прстен изгледа делује три до четири месеца и тренутно је доступан у неким крајевима света.
Проучаван је велики број метода за обављање стерилизације преко грлића материце. Један подразумева стављање квинакрина у материцу што доводи до стварања ожиљака и неплодности. Иако поступак није скуп и не захтева хируршке вештине, постоји брига за дугорочне нежељене ефекте. Проучавана је и једна друга супстанца, полиодоканол, која функционише на исти начин. Направа која се зове Essure, која се шири када се убаци у јајоводе и блокира их, одобрена је за употребу у САД 2002. године.

### Мушки пол
Методе које се односе на мушку контролу зачећа су кондоми, вазектомије и извлачење. Између 25 и 75% мушкараца који су сексуално активни би користиоло хормоналну контролу зачећа када би им била на располагању. Испробава се велики број хормоналних и нехормонских метода, а постоји неколико истраживања у вези са могућношћу примене контрацептивних вакцина.
Реверзибилна хируршка метода која се управо испитује је руковођење реверзибилном инхибицијом сперме (РРИС) која се састоји у убризгавању полимерског гела, стирен малеинског анхидрида у диметил сулфоксиду, у семеновод. Инјекција натријум бикарбоната спира поменуту супстанцу и успоставља плодност.  Друга метода је направа унутар семеновода која подразумева уметање уретанског чепа у семеновод да би га блокирала. Комбинација андрогена и прогестина делује обећавајуће, као и модулатори селективних андрогених рецептора. Ултразвук и методе загревања тестиса управо су прошли прелиминарна проучавања.

## Друге животиње
Кастрација или стерилизација, која подразумева уклањање неких репродуктивних органа, често се користи као метод контроле зачећа код кућних љубимаца. Многи азили за животиње захтевају да се, као део договора о усвајању, примењују ови поступци. Код великих животиња ова хируршка интервенција је позната под називом кастрација. На контролу рађања се гледа као на алтернативу лову као средства контроле прекомерног размножавања дивљих животиња. Утврђено је да су контрацептивне вакцине ефикасне код великог броја различитих животињских популација.

## Светски дан контрацепције
Светски дан контрацепције је 26. септембар. Овај дан посвећен је подизању свести и побољшању едукације о сексуалном и репродуктивном здрављу, са визијом „света у којем је свака трудноћа жељена.“
Овај дан подржан је од стране владиних и међународних невладиних група (организација) укључујући, Азијско-пацифички савет за контрацепцију, Латиноамерички центар здравља и жена, Европско друштво за контрацепцију и репродуктивно здравље, Немачка фондација за светску популацију, међународна федерација педијатријске и адолесцентне гинекологије, Међународне федерације планираног родитељства, Marie Stopes International, Међународних услуга за популацију, Савета за популацију, Агенција Сједињених Држава за међународни развој (АЦДМР), и организације „Жене рађају“.

### Чланци
- Taliaferro, L. A.; Sieving, R.; Brady, S. S.; Bearinger, L. H. (2011). „We have the evidence to enhance adolescent sexual and reproductive health--do we have the will?”. Adolescent medicine: state of the art reviews. 22 (3): 521—543,xii. PMID 22423463.
- Chin, H. B.; Sipe, T. A.; Elder, R.; Mercer, S. L.; Chattopadhyay, S. K.; Jacob, V.; Wethington, H. R.; Kirby, D.; Elliston, D. B. (2012). „The Effectiveness of Group-Based Comprehensive Risk-Reduction and Abstinence Education Interventions to Prevent or Reduce the Risk of Adolescent Pregnancy, Human Immunodeficiency Virus, and Sexually Transmitted Infections”. American Journal of Preventive Medicine. 42 (3): 272—294. PMID 22341164. doi:10.1016/j.amepre.2011.11.006. Архивирано из оригинала 02. 01. 2020. г. Приступљено 10. 01. 2014.